# La Mandiguerre
La Mandiguerre est une série de bande dessinée française de science-fiction. 
- Scénario : Jean-David Morvan
- Dessins : Stefano Tamiazzo
- Couleurs : Christophe Araldi (tomes 3 et 4), Xavier Basset (tome 4), Color Twins (tome 1), Christian Lerolle (tome 2)

## Albums
- Tome 1 : De vrais boy-scouts (2001)
- Tome 2 : Cas de force majeure (2003)
- Tome 3 : Le Revers de la médaille (2005)
- Tome 4 : Au nom du père (2007)

## Publication

### Éditeurs
- Delcourt (Collection Neopolis) : Tomes 1 à 4 (première édition des tomes 1 à 4).